# Turkanapithecus kalakolensis
Turkanapithecus kalakolensis je druh vyhynulých úzkonosých primátů, žijících na konci časného miocénu (před 17 – 17,5 miliony let) v severní části dnešní Keni.
Turkanapithecus byl popsán v roce 1986 a dosud je jen velmi málo známý. Jeho ostatky (lebka včetně dolní čelisti, zlomky předních i zadních končetin) byly zachyceny pouze na lokalitě Kalodirr u jezera Turkana v severní Keni. Je možné, že rod Turkanapithecus reprezentuje také nález zlomku loketní kosti na lokalitě Fejej v jižní Etiopii, zde však chybí další nálezy k porovnání.
Turkanapithecus představoval středně velkého býložravého primáta, velmi podobného rodu Proconsul. Samci mohli dosahovat váhy zhruba 10 kg. Jednalo se patrně o nespecializovaného kvadrupedního stromového tvora, který ale mohl být oproti Proconsulovi lépe uzpůsoben ke šplhání ve větvích.